# Никитинский, Дмитрий Владимирович
Дми́трий Влади́мирович Ники́тинский (9 февраля 1992, д. Порохово, Волоколамский район) — российский футболист, защитник и полузащитник клуба «Балашиха».

## Карьера

### Клубная
Воспитанник УОР «Мастер-Сатурн». В 2009—2010 годах играл за молодёжный состав раменского «Сатурна». За основу подмосковного клуба дебютировал 15 июля 2009 года в матче Кубка России против клуба «Луч-Энергия» из Владивостока. Второй матч за основу провёл год спустя и также на Кубок России против «Сахалина».
После банкротства «Сатурна» перешёл в «Томь», подписав контракт с томским клубом 17 февраля 2011 года. Соглашение рассчитано на 3,5 года. Дебют футболиста в Премьер-лиге состоялся 27 мая 2011 года в гостевой встрече «Томи» с «Рубином». В стартовом составе «Томи» впервые появился 16 октября 2011 года в матче против московского «Локомотива». Всего в дебютном сезоне за «Томь» Никитинский вышел на поле в семи матчах чемпионата России.
2 сентября 2013 года на правах аренды перешёл в «Тамбов», за который выступал до зимней паузы в чемпионате. За это время он провёл в составе команды 6 матчей.
В 2015 году подписал соглашение с тульским «Арсеналом-2».

### В сборной
Вызывался в юношескую сборную России (до 19 лет).
В августе 2011 года в составе студенческой сборной России участвовал в футбольном турнире XXVI летней универсиады в Шэньчжэне. Российская сборная заняла на турнире четвёртое место, а Никитинский сыграл во всех матчах команды с первой до последней минуты.
В январе 2013 года в составе молодёжной сборной страны стал обладателем Кубка Содружества.
31 мая 2013 года попал в расширенный список студенческой сборной России для участия во Всемирной универсиаде в Казани, 23 июня был включён в окончательный список игроков.

## Статистика

### Клубная
| Клуб               | Сезон            | Лига | Лига | Кубки | Кубки | Еврокубки | Еврокубки | Прочее | Прочее | Итого | Итого |
| Клуб               | Сезон            | Игры | Голы | Игры  | Голы  | Игры      | Голы      | Игры   | Голы   | Игры  | Голы  |
| ------------------ | ---------------- | ---- | ---- | ----- | ----- | --------- | --------- | ------ | ------ | ----- | ----- |
| Томь               | 2011/12          | 7    | 0    | 0     | 0     | 0         | 0         | 0      | 0      | 7     | 0     |
| Томь               | 2012/13          | 10   | 0    | 1     | 0     | 0         | 0         | 0      | 0      | 11    | 0     |
| Томь               | Итого            | 17   | 0    | 1     | 0     | 0         | 0         | 0      | 0      | 18    | 0     |
| Тамбов             | 2013/14          | 6    | 0    | 0     | 0     | 0         | 0         | 0      | 0      | 6     | 0     |
| Тамбов             | Итого            | 6    | 0    | 0     | 0     | 0         | 0         | 0      | 0      | 6     | 0     |
| Арсенал-2          | 2014/15          | 8    | 0    | 0     | 0     | 0         | 0         | 0      | 0      | 8     | 0     |
| Арсенал-2          | Итого            | 8    | 0    | 0     | 0     | 0         | 0         | 0      | 0      | 8     | 0     |
| Шинник             | 2015/16          | 19   | 0    | 2     | 0     | 0         | 0         | 0      | 0      | 21    | 0     |
| Шинник             | 2016/17          | 3    | 0    | 0     | 0     | 0         | 0         | 0      | 0      | 3     | 0     |
| Шинник             | Итого            | 22   | 0    | 2     | 0     | 0         | 0         | 0      | 0      | 24    | 0     |
| Зенит (Пенза)      | 2017/18          | 15   | 0    | 0     | 0     | 0         | 0         | 0      | 0      | 15    | 0     |
| Зенит (Пенза)      | Итого            | 15   | 0    | 0     | 0     | 0         | 0         | 0      | 0      | 15    | 0     |
| Сатурн (Раменское) | 2009             | 0    | 0    | 1     | 0     | 0         | 0         | 0      | 0      | 1     | 0     |
| Сатурн (Раменское) | 2010             | 0    | 0    | 1     | 0     | 0         | 0         | 0      | 0      | 1     | 0     |
| Сатурн (Раменское) | 2018/19          | 15   | 1    | 1     | 0     | 0         | 0         | 0      | 0      | 16    | 1     |
| Сатурн (Раменское) | Итого            | 15   | 1    | 3     | 0     | 0         | 0         | 0      | 0      | 18    | 1     |
| Всего за карьеру   | Всего за карьеру | 83   | 1    | 6     | 0     | 0         | 0         | 0      | 0      | 89    | 1     |

## Достижения

### Командные
Сборная России (до 21)
- Кубок Содружества
  - Обладатель (1): 2013

 «Томь»
- Первенство ФНЛ
  - Вице-чемпион (1): 2012/13